# Granatnik China Lake
China Lake – amerykański granatnik skonstruowany przez Specjalny Oddział Projektowy Naval Air Weapons Station China Lake, który zajmuje się projektowaniem wyposażenia dla oddziałów US Navy SEALs.

## Historia i opis konstrukcji
Podczas wojny w Wietnamie dotychczas istniejące amerykańskie granatniki: M79, XM148 oraz T148E1 zostały uznane za niewystarczająco skuteczne, dlatego inżynierom Centrum Badawczo-Doświadczalnego Naval Air Weapons Station China Lake położonego na pustyni Mojave w Kalifornii zlecono zaprojektowanie nowego granatnika wielostrzałowego. Wynikiem ich pracy był udany granatnik kal. 40 × 46 mm wykonany w systemie pump action, wyposażony w 3 nabojowy magazynek cylindryczny, co – wraz z dodatkowym granatem załadowanym w komorze – dawało możliwość bardzo szybkiego wystrzelenia czterech granatów bez konieczności przeładowania. Jak wykazały testy, doświadczony użytkownik mógł oddać cztery wycelowane strzały, zanim pierwszy z nich dosięgnął celu.
Dodatkowo granatnik był wyjątkowo lekki jak na swój rozmiar, ponieważ duża część jego konstrukcji została wykonana z aluminium. Niezaładowany China Lake ważył prawie o 1,5 kg mniej niż niezaładowany M79. Załadowany czterema granatami ważył tylko ok. 250 g więcej niż załadowany jednym granatem M79. Mimo tej ogromnej przewagi w sile ognia, jego wadą była niemożliwość załadowania go granatami 40 mm o niestandardowych wymiarach. 
Granatnik został wyposażony w składany celownik ramkowy, zbliżony do tego zastosowanego w M79. Po rozłożeniu przyrządów celowniczych zakres nastaw obejmuje odległości od 75 do 400 m w 25 metrowych przeskokach, regulowanych za pomocą przesuwanego suwaka na szczerbince.
Chociaż został zaprojektowany z myślą o Navy SEALs, niewielka liczba tych granatników była również użytkowana przez oddziały Recon US Marines oraz wojska lądowe US Army (5th Special Forces Group).
Źródła różnią się w podawanej liczbie wyprodukowanych egzemplarzy – od 16 do 50. Historyk formacji Navy SEALs, Kevin Dockery, podaje w swoich pracach liczbę 22 sztuk znajdujących się w rejestrach US Navy. Obecnie jedynie trzy sztuki tej broni znajdują się w posiadaniu US Navy.

## Nazewnictwo
Granatnik ten bywa czasami błędnie nazywany EX-41 lub też „China Lake NATIC”. EX-41 był projektem broni stworzonym w środku lat 80. na podstawie wczesnego prototypu China Lake Model Pump 40 mm. Prototyp EX-41 został wyprodukowany dopiero 20 lat po produkcji China Lake. Oznaczenie China Lake NATIC jest również niepoprawne, gdyż broń ta nigdy nie była znana pod tą nazwą. Ponieważ był to granatnik wykonany niemalże ekspresowo dla sił specjalnych, nie posiadał nigdy oficjalnego oznaczenia.

## Zachowane egzemplarze
Istnieją cztery zachowane egzemplarze tego granatnika. Pierwszy, z numerem seryjnym 4, znajduje się w Muzeum Navy SEALs w Fort Pierce (Floryda), a drugi z numerem 13 w Muzeum Pozostałości Wojennych w Ho Chi Minh w Wietnamie. Dwa pozostałe egzemplarze są wystawiane w gablotach w zamkniętych dla zwiedzających obiektach US Navy.